# Passion (2012)
Passion ist ein unter der Regie von Brian De Palma entstandener Thriller aus dem Jahr 2012. In den Hauptrollen sind Rachel McAdams, Noomi Rapace, Paul Anderson und Karoline Herfurth zu sehen. Der Film ist ein Remake des französischen Thrillers Liebe und Intrigen (Original: Crime d’Amour) von Alain Corneau aus dem Jahr 2010.

## Handlung
Die Werbemanagerin Christine Stanford leitet die Niederlassung einer New Yorker Agentur am Potsdamer Platz in Berlin. Sie rächt sich an ihrer Mitarbeiterin Isabelle James für deren Affäre mit ihrem Freund Dirk. Sie versucht auch, Isabelles Ruf und ihre Beziehungen zu ruinieren. Diese wird infolge der ständigen Schikanen schließlich medikamentenabhängig.
Kurz darauf wird Christine tot aufgefunden und Isabelle als Verdächtige verhaftet. Unter dem Einfluss ihrer Medikamente gesteht sie den Mord. Später präsentiert sie ein Alibi für die Mordnacht. Sie glaubt, ihre Unschuld beweisen zu können. Nachdem man in Dirks Auto einen Schal mit Blutspuren von Christine gefunden hat, wird dieser des Mordes angeklagt und Isabelle entlassen.
Tatsächlich aber hat Isabelle Christine ermordet und die Hinweise auf Dirk als Mörder gestreut. Isabelles Sekretärin Dani, die heimlich in sie verliebt ist, hat sie in der Mordnacht gefilmt. Sie will Isabelle erpressen, um mit ihr eine Beziehung einzugehen. Nach einem Albtraum, in dem sie Dani ermordet und dann von Christines Schwester getötet wird, wacht Isabelle auf und findet die tote Dani in ihrer Wohnung.

## Synchronisation
| Rolle          | Darsteller        | Synchronstimme     |
| -------------- | ----------------- | ------------------ |
| Isabelle James | Noomi Rapace      | Vera Teltz         |
| Christine      | Rachel McAdams    | Ulrike Stürzbecher |
| Dani           | Karoline Herfurth | Karoline Herfurth  |
| Dirk           | Paul Anderson     | Tobias Oertel      |

## Produktion
Produziert wurde Passion von SBS Productions, Integral Film und France 2 Cinéma mit Unterstützung des Medienboard Berlin-Brandenburg und dem Deutschen Filmförderfonds (DFFF).
Als Drehort diente Berlin mit verschiedenen Locations; zum Außendreh u. a. Unter den Linden, der Gendarmenmarkt und das Sony Center (auch als Innendrehort) sowie zum Innendreh das Rathaus Schöneberg, das Renaissance-Theater, das Bodemuseum und auch das Restaurant Margaux (als Margaux Chelsea).

## Kritik
Passion wurde von der Kritik mehrheitlich gemischt bis negativ aufgenommen. So weist Rotten Tomatoes lediglich eine Durchschnittswertung von 34 % und Metascore eine Durchschnittswertung von 52 % aus.
Einige Kritiker lobten dennoch De Palmas Inszenierung:

„Nach mehrjähriger Schaffenspause kehrt Thriller-Spezialist Brian De Palma zu seinem Lieblingsgenre zurück und macht aus ‚Passion‘ ein virtuos inszeniertes, aber erzählerisch auf wackligen Füßen stehendes Bravourstück voller Rückbezüge aufs eigene Werk.“